# Cerynea limbobrunnea
Cerynea limbobrunnea är en fjärilsart som beskrevs av Embrik Strand 1917. Cerynea limbobrunnea ingår i släktet Cerynea och familjen nattflyn. Inga underarter finns listade i Catalogue of Life.